# Ringenwalde (Märkische Höhe)
Ringenwalde è una frazione del comune tedesco di Märkische Höhe, nel Land del Brandeburgo.

## Storia
Nel 2001 il comune di Ringenwalde venne soppresso e fuso con i comuni di Batzlow e Reichenberg, formando il nuovo comune di Märkische Höhe.